# Col Clapier
Le col Clapier ou col de Savine (en italien Colle Clapier) se situe à 2 477 mètres d'altitude au-dessus de la vallée de la Maurienne et du val de Suse, au sein du massif du Mont-Cenis. Il est ouvert au sud du col du Mont-Cenis entre la dent d'Ambin (3 372 mètres) et le signal du Clèry (3 312 mètres).
Il relie Bramans en France (au nord-ouest) à Giaglione et Chiomonte en Italie (au sud-est). De Bramans, puis Le Planay, on emprunte le vallon de Savine pour atteindre le col où passe la frontière. On descend ensuite dans le vallon de la Clarea vers Giaglione (Jaillons).

## Histoire
Certains auteurs estiment qu’Hannibal, pendant sa traversée des Alpes, aurait emprunté le col Clapier. 
Pendant leur glorieuse rentrée (1688), les protestants vaudois italiens réfugiés à Genève franchirent le col peu avant d'un affrontement avec les Français qui eut lieu à Salbertrand.